# Varg-Larsen (film)
Varg-Larsen är en amerikansk film från 1941 i regi av Michael Curtiz. Robert Rossen skrev filmens manus som är baserat på Jack Londons roman Varg-Larsen. Den största skillnaden mot boken är att karaktären Humphrey Van Weyden har delats upp i två karaktärer.

## Handling
Året är 1900. Varg-Larsen är kapten på sälfartyget Ghost. George Leach har mönstrat på fartyget för att undkomma lagen, och snart plockar fartyget upp Humphrey Van Weyden och Ruth Brewster efter att deras skepp kolliderat med ett annat fartyg. Van Weyden får mot sin vilja börja tjänstgöra under Larsens brutala befäl, men blir också hans samtalspartner rörande intellektuella och filosofiska spörsmål. Ruth Brewster är svag efter att ha räddats men överlever tack vare en blodtransfusion från George Leach. Ruth och George blir förälskade och tillsammans med Van Weyden bestämmer de sig för att försöka fly fartyget.

## Rollista
- Edward G. Robinson - "Wolf-Larsen"
- Ida Lupino - Ruth Brewster
- John Garfield - George Leach
- Alexander Knox - Humphrey Van Weyden
- Gene Lockhart - Dr. Prescott
- Barry Fitzgerald - Cooky
- Stanley Ridges - Johnson
- David Bruce - ung sjöman
- Francis McDonald - Svenson
- Howard Da Silva - Harrison